# 高雨
高雨（1961年6月—），男，陕西延川人，中华人民共和国政治人物。

## 简历
1983年7月毕业于山东大学中文系汉语言文学专业。历任国务院办公厅秘书二局副局长、局长，国务院机关党组成员、国务院办公厅督查室主任（副部长级）。2019年10月，任国务院副秘书长、国务院办公厅督查室主任。2021年5月，任国务院参事室主任。2021年11月30日，卸任国务院副秘书长。
2025年5月29日，到龄卸任国务院参事室主任，退休。